# Hermann von Valta
Hermann von Valta (ur. 27 sierpnia 1900 w Monachium, zm. 27 listopada 1968 w Garmisch-Partenkirchen) – niemiecki bobsleista, dwukrotny medalista mistrzostw świata.

## Kariera
Pierwszy sukces w karierze osiągnął w 1934 roku, kiedy reprezentacja III Rzeszy w składzie: Hanns Kilian, Fritz Schwarz, Hermann von Valta i Sebastian Huber wywalczyła złoty medal w czwórkach podczas mistrzostw świata w Garmisch-Partenkirchen. W tej samej konkurencji, wspólnie z Kilianem, Huberem i Alexandrem Gruberem zwyciężył również na rozgrywanych rok później mistrzostwach świata w Sankt Moritz. W 1936 roku wziął udział w igrzyskach olimpijskich w Garmisch-Partenkirchen, zajmując piąte miejsce w dwójkach oraz siódme w czwórkach.